# Mesechenet

Mesechenet als geboortesteen

Mesechenet (Msḫn.t, ook Meschenet, Meskhenet, Mesenet, Meskhent, of Meshkent) was in de Egyptische mythologie een godin uit het Oude Egypte voorgesteld hetzij staand, hetzij zittend op een zetel, met papyrusstok, ankh, en op het hoofd wat waarschijnlijk een gestileerde koeienvulva is. Deze gestileerde voorstelling werd op zich ook als amulet gebruikt. Mesechenet had vier verschillende vormen, die alle godinnen waren die met de geboortekamer en met de Baarstoel en geboortestenen hadden te maken. Ze waren alle betrokken bij het voorspellen van de toekomst van pasgeboren kinderen. De gemaal van deze godinnen werd als Shai beschouwd. Het woord betekent letterlijk 'wat geboden is' (zoals het Arabisch kismat). Hij was de personificatie van geluk, het lot en de lotsbestemming, maar deze functie werd ook aan de godin zelf toegedacht.